# La Grande Attaque du train d'or
Pour plus de détails, voir Fiche technique et Distribution.
La Grande Attaque du train d'or (The First Great Train Robbery) est un film britannique réalisé par Michael Crichton et sorti en 1978.
Il s'agit d'une adaptation de son propre roman Un train d'or pour la Crimée, lui-même inspiré du grand vol d'or de 1855 au Royaume-Uni lors de la guerre de Crimée.

## Synopsis
En 1855, Edward Pierce veut réaliser un grand casse en attaquant un train rempli de 25 000 £ en lingots d'or destinés à financer les troupes britanniques en Crimée. Mais, à l'époque, jamais un vol n'a été commis à bord d'un train en marche et Pierce va devoir innover dans tous les domaines pour arriver à ses fins.

## Fiche technique
- Titre original : The First Great Train Robbery
- Titre alternatif : The Great Train Robbery
- Titre français : La Grande Attaque du train d'or
- Réalisation : Michael Crichton
- Scénario : Michael Crichton, d'après son roman Un train d'or pour la Crimée
- Musique : Jerry Goldsmith
- Direction artistique : Maurice Carter
- Photographie : Geoffrey Unsworth
- Montage : David Bretherton
- Production : John Foreman
- Société de production : Dino De Laurentiis Company
- Société de distribution : United Artists (Royaume-Uni, États-Unis)
- Pays de production :  Royaume-Uni
- Langues originales : anglais et français
- Format : couleurs - 35 mm (Panavision) - 1,85:1
- Genre : aventure et thriller
- Durée : 110 minutes
- Dates de sortie[1] :
  - Royaume-Uni : 14 décembre 1978
  - États-Unis : 2 février 1979
  - France : 18 avril 1979

## Distribution
- Sean Connery (VF : Bernard Dhéran[2]) : Edward Pierce
- Donald Sutherland (VF :  Jean-Pierre Moulin) : Robert Agar
- Lesley-Anne Down (VF : Marion Loran) : Miriam
- Alan Webb (VF : Alfred Pasquali) : Edgar Trent
- Malcolm Terris (VF : Roger Crouzet) : Henry Fowler
- Robert Lang (VF : Jean-François Laley) : le détective Sharp
- Michael Elphick (VF : Michel Gudin) : Burgess, le surveillant du wagon coffre-fort
- Wayne Sleep (en) (VF : Paul Bisciglia) : William Williams dit « Willy l'anguille » (Clean Willy en VO)
- Pamela Salem (VF : Nadine Alari) : Emily Trent
- Gabrielle Lloyd (VF : Béatrice Delfe) : Elizabeth Trent
- George Downing : Barlow, un complice de Pierce
- James Cossins (VF : Raoul Delfosse) : l'inspecteur Harranby
- John Bett (VF : Guy Chapellier) : McPherson, le contrôleur des bagages
- Peter Benson : le responsable des chemins de fer, oncle de McPherson
- Janine Duvitski (VF : Jeanine Freson) : Maggie, l'ancienne petite amie de Willy
- Brian de Salvo : John, le majordome de Trent
- André Morell : le juge
- Donald Churchill : le procureur
- Brian Glover : Capitaine Jimmy, l'organisateur du tournoi de rats
- Noel Johnson (VF : Jean-Henri Chambois) : Connaught, un membre du club
- Peter Butterworth : Putnam, un membre du club
- Patrick Barr : Burke, un membre du club
- Hubert Rees : Lewis, un membre du club
- Donald Hewlett : Arthur, un membre du club (non crédité)
- Sean Connery (VF : Denis Savignat) : le narrateur au début du film (non crédité)

## Production
Il s'agit du dernier film éclairé par le directeur de la photographie, Geoffrey Unsworth, qui décédera sur le tournage du film Tess. Le film lui est dédié.
Sean Connery a réalisé toutes les cascades sur le toit du train : équipé de chaussures à semelle de caoutchouc, marchant sur le toit des voitures recouvert pour l'occasion de surfaces adhérentes, il eut des difficultés à garder les yeux ouverts en raison de la fumée et des cendres émises par la locomotive, d'autant plus que le train roulait plus vite qu'on lui avait annoncé (40 miles à l'heure au lieu de 20). Il faillit tomber du train lors d'un saut entre deux voitures,. De même, Wayne Sleep, qui incarne Willy l'anguille, a également réalisé lui-même les escalades notamment celle du mur de la prison (il était un des plus brillants danseurs classiques britanniques, faisant partie de la prestigieuse Royal Ballet Company).
L'ajout d'une locomotive fonctionnant au diesel, dissimulée en wagon de marchandise, pour rendre la scène du braquage sur le train plus réaliste, entraine quelques problèmes sur le tournage lors de la réalisation des cascades. En effet l'acteur Sean Connery, étant très sensible sur la question de la vitesse du train, demande à l'équipe technique de le survoler en hélicoptère afin d'en mesurer la vitesse. Il s'avère alors que l'ensemble prévu pour le tournage circulait à 90 km/h au lieu des 55 initialement prévu.

## Distinctions
- Prix Edgar-Allan-Poe du meilleur scénario